# Mangue Ataúlfo
 (juin 2020).
Espèce
La mangue Ataúlfo, aussi appelée young, baby, yellow, honey, Adaulfo, Adolfo ou Champagne, est une variété de mangue originaire du Mexique. Celles-ci sont habituellement de couleur jaune dorée et pèsent entre 170 et 280 grammes, de forme sigmoïde (oblongue) et de peau dorée. Leur chair beurrée n'est pas fibreuse, et elles ont un noyau mince. La chair est d'un jaune profond et riche en sucres, environ 15 grammes de sucres pour 100 grammes. Leur nom vient du cultivateur Ataulfo Morales Gordillo.

## Origine

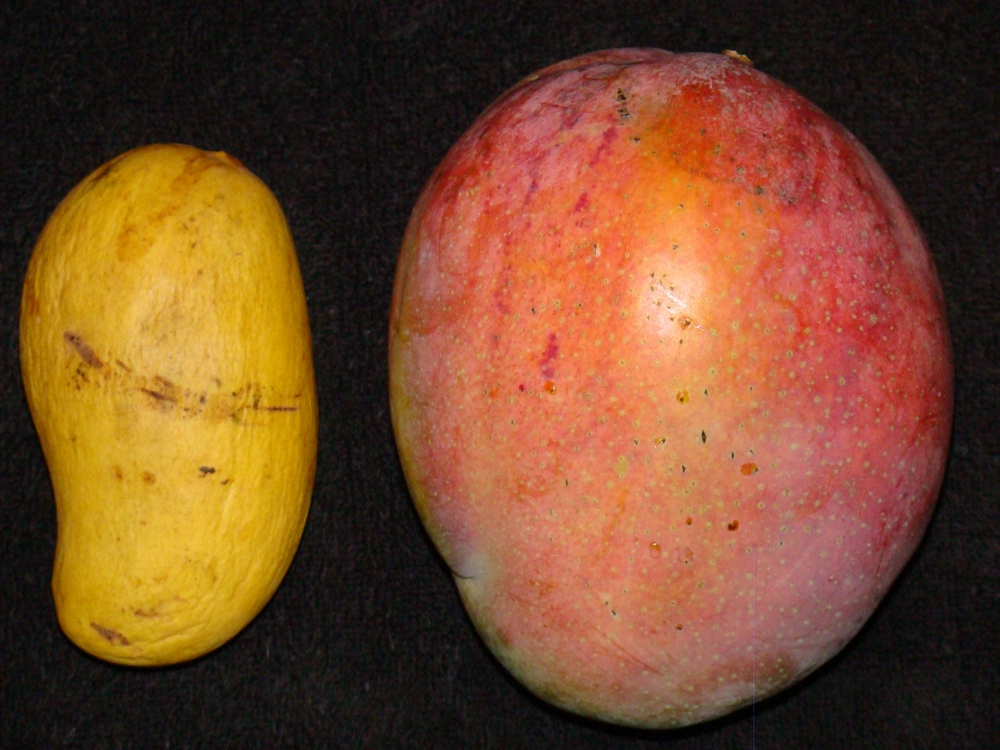
Comparaison entre mangues Ataulfo et Tommy Atkins.

L'Institut mexicain de la propriété industrielle (en) a octroyé l'appellation d'origine contrôlée de la variété à l'État de Chiapas. Avec la mangue Manilita (en), l'Ataulfo est un descendant de la mangue philippine (en), introduite des Philippines au Mexique en 1779 par le galion de Manille. Au Mexique, la Carabao, autre nom de la mangue philippine, a été croisée avec d'autres types de mangues pour obtenir ce qui est aujourd'hui connu comme la mangue Ataulfo. Cependant, cette dernière reste une mangue de type philippine puisqu'elle est polyembryonnaire, contrairement aux mangues indiennes, qui sont monoembryonnaires (en).
En 1958, l'agronome Hector Cano Flores, qui a découvert l'Ataulfo, a prétendument créé un clone de l'Ataulfo, qu'il a nommé IMC-M2.
Le gouvernement mexicain a publié en 2003 dans le Journal officiel de la Fédération un communiqué intitulé Résumé de la demande de déclaration (protection) de l'appellation d'origine : Mangue Ataulfo de Soconusco Chiapas, dans lequel le terme « mangue Ataulfo de Soconusco Chiapas » est une appellation d'origine spécifique à un type de mangue produit dans certaines régions du Chiapas, où l'Ataulfo a été cultivé pour la première fois par Ataulfo Morales Gordillo (communiqué n°. 14 – 2003).

## Culture et production
Le fruit se cultive dans un climat chaud et humide avec des pluies estivales, mais la mousson ne doit pas atteindre moins de 5 °C. La température adéquate pour cette dernière est d'environ 28 °C avec des précipitations annuelles entre 1 090 et 3 000 mm, du mois d'avril au mois d'octobre.
Les mangues sont produites à l'origine dans les états de Chiapas, du Michoacán, de Sinaloa, de Nayarit, de Jalisco et de Veracruz et se vendent entre mars et septembre . Dans l'État de Chiapas, la culture de mangues est, en 2008, la sixième plus importante activité agroalimentaire par surface cultivée, après le maïs, le café, la canne à sucre et le cacao. La culture de mangues de l'État est principalement dans la région côtière de Soconusco. Les organisations de production ont estimé à 18 000 hectares la surface utilisée dans l'État pour la production du fruit.

## Consommation
Vers la fin des années 1990, cette mangue est devenue très populaire aux États-Unis, même si cela faisait plusieurs décennies qu'elle était cultivée couramment au Mexique,. En 2009, elle était la seconde variété de mangue la plus populaire aux États-Unis, derrière la Tommy Atkins (en). En 2018, elle y représentait environ 20 % des mangues importées.
Jusqu'en 2014, les mangues Ataulfo n'ont pas été beaucoup vendues en Europe, puisque la livraison aérienne était très dispendieuse. En décembre 2014, des exportations par voie maritime de mangues pré-mûries par transport rapide ont permis l'arrivée de mangues Ataulfo mûres au Royaume-Uni, celles-ci ayant mûri pendant la traversée. Tad Thompson, du journal The Produce News, a fait savoir que les consommateurs européens étaient disposés à dépenser plus que les américains pour des mangues de qualité supérieure et vendues prêtes à la consommation.